# Казахстанско-Российский университет
Казахстанско-Российский университет (каз. Қазақ-Ресей университеті) — бывшее Высшее образовательное заведение.
Университет закрыт 2 июля 2014 года.

## Историческая справка
- 1998 год — образован Российско-Казахстанский современный гуманитарный университет (РК СГУ).
- 2000 год — Государственная аккредитация РФ № 25-1203 от 04.11.2000 году.
- 2002 год — переименован в Казахстанско-Российский университет.
- 2002 год — государственная аккредитация Республики Казахстан (№ 0000065 от 29.01.2002).
- 2008 год — приказом МОН РК № 441 от 22 июля 2008 года утвержден базовым вузом по разработке дистанционных образовательных технологий.
- 2009 год — получен сертификат соответствия СМК требованиям МС ИСО 9001:2008: № 09.573.026
- 2011 год — письмом МОН РК № 3458/03-3/304 от 11 апреля 2011 года разрешена реализация проекта «Двудипломное образование».
- 2014 год — на основании постановления суда издан приказ Комитета по контролю в сфере образования и науки Министерства образования и науки РК от 1 июля 2014 года № 1085 «О прекращении действия лицензии на право ведения образовательной деятельности КРУ». В соответствии с приказом со 2 июля 2014 года прекращает своё действие лицензия, данная на образовательную деятельность КРУ.

## Учебный процесс
Казахстанско-Российский университет (КРУ) работал в сфере высшего профессионального образования с 1998 года. Его деятельность осуществлялась в соответствии с Соглашением между Министерством образования и науки Республики Казахстан и Министерством образования и науки Российской Федерации. Университет имел государственную аккредитацию Республики Казахстан и Российской Федерации и выдавал своим выпускникам дипломы государственного образца. В 2009 году Казахстанско-Российский университет успешно прошёл очередную Государственную аттестацию.
Университет обладал уникальными научно-педагогическими, организационными и технологическими ресурсами, являлся единственным в Казахстане обладателем информационно-спутниковой образовательной технологии, которая даёт возможность организовать высококачественный учебный процесс с помощью дистанционных технологий, в любой точке нашей страны. С использованием информационно-коммуникационных технологий обучения Казахстанско-Российскому университету удалось добиться значительных результатов в повышении эффективности усвоения знаний студентами на основе внедрения глоссарного и алгоритмического обучения, тренинговых методов, а также мониторинга качества усвоения знаний студентами путём модульного компьютерного тестирования. Обучение проводится с использованием эффективных современных образовательных технологий, которые имеют целью дать студенту необходимый объём знаний и выработать у него профессиональные умения и навыки. При этом активно использовались компьютерные, видео- и аудиосредства, в том числе обучающие программы, учебные фильмы и курсы, комплекты учебной литературы.
Подготовка проводилась по 13 направлениям очной, заочной и сокращённой формам обучения.

## Формы обучения
Подготовка специалистов осуществлялась по заочному и очному отделениям. Очная форма — 4 года, на базе высшего образования — 2 года, на базе средне-специального образования — 3 года.

## Диплом
По окончании ВУЗа выдавался диплом двух стран (Республики Казахстан и Российской Федерации) и именной сертификат соответствия Европейскому стандарту, действующей в 34 странах Европы.

### Прекращение действия лицензии на право ведения образовательной деятельности КРУ 2014 г.
На основании постановления суда издан приказ Комитета по контролю в сфере образования и науки Министерства образования и науки РК от 1 июля 2014 года № 1085 «О прекращении действия лицензии на право ведения образовательной деятельности КРУ». В соответствии с приказом со 2 июля 2014 года прекращает своё действие лицензия, данная на образовательную деятельность КРУ, ректор КРУ Зейнолла Мулдахметов в срок до 14 июля 2014 года должен вернуть лицензию в уполномоченный орган. Отмечается, что апелляционная судебная коллегия суда Астаны определением от 6 июня оставила в силе постановление Специализированного межрайонного административного суда Астаны от 6 мая 2014 года о лишении лицензии на право ведения образовательной деятельности КРУ. «Осуществление образовательной деятельности КРУ после вступления в законную силу постановления суда является не легитимным. Основанием для принятия такого решения послужили итоги внеплановой проверки КРУ на предмет устранения нарушений, выявленных в результате плановой проверки. Итоги внеплановой проверки, проведенной в апреле текущего года, показали не устранение нарушений относительно доли и остепененности профессорско-преподавательского состава». C 16 по 20 сентября 2013 года прошла плановая проверка, по результатам которой было приостановлено действие лицензии КРУ сроком на 6 месяцев из-за несоответствия вуза требованиям и стандартам: государственным общеобязательным стандартам высшего образования, типовым правилам деятельности высшего и послевузовского образования, правилам перевода и восстановления обучающихся по типам организации образования, квалификационным требованиям, предъявляемым при лицензировании организаций образования.
В частности, количество студентов по очной форме составил 1056 при норме 2100; фонд учебной и научной литературы по отношению к приведенному контингенту студентов на полный цикл обучения — 32 единицы изданий при норме 140 единиц; доля штатных преподавателей по вузу — 78 процентов при норме 80 процентов; остепененность профессорско-преподавательского состава по всем специальностям (кроме «Педагогика и психологии», «Политология», «Информатики» и «Юриспруденции» также ниже установленной нормы).

## Международное признание
- Европейской ассоциации международного образования (EAIE);
- Европейского фонда управления качеством (EFQM);
- Международной ассоциации университетов (IAU) при ООН ЮНЕСКО;
- Международной ассоциации «Знание», имеющей консультативный статус в ООН (ECOSOC);
- Международной академии информатизации, ассоциированного члена UN;
- Европейской ассоциации обучения в тюрьмах (EPEA);
- Глобальной сети мегауниверситетов (GMUNET);
- Глобальной сети дистанционного обучения во имя развития (GDLN) и др.